# 七種の滝

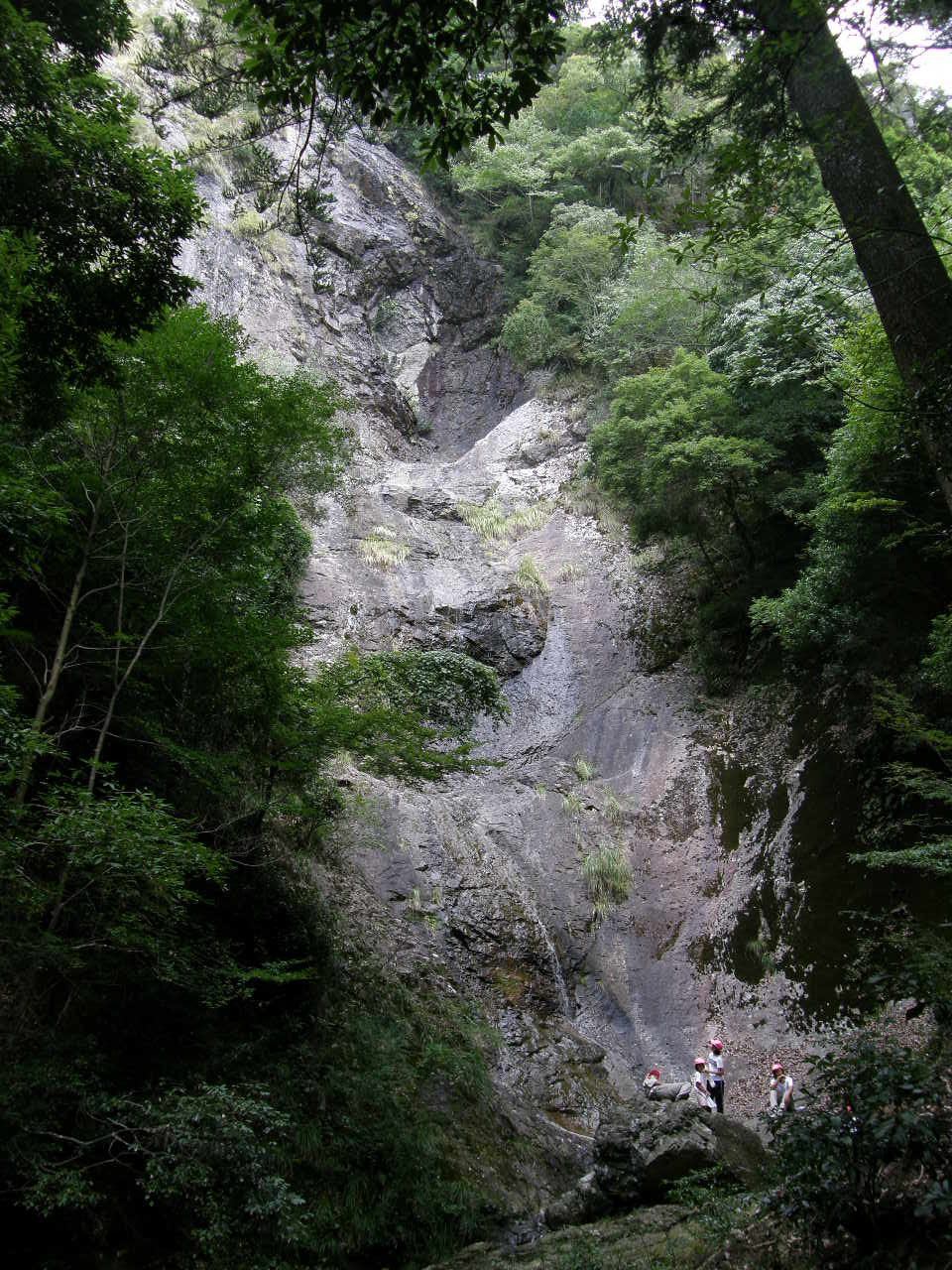
七種の滝

七種の滝（なぐさのたき）は兵庫県神崎郡福崎町にある、雄滝、雌滝をはじめとする48の滝の総称。
弘法大師（空海）の修験の場と伝わる七種山の山中に位置する。
兵庫県指定名勝、近畿観光百景、兵庫県の県下八景、県観光百選に選ばれている。さらに30分歩くと七種山頂にいたる。

## 主な滝
- 雄滝 - 別名は観音滝、落差72m、巾3m
- 雌滝
- 虹滝
- 八龍滝
- かくれ滝

## 七種山の見所
- 七種神社 - 雄滝の横に位置し、滝見台がある
- 七種山金剛城寺 - 播磨西国三十三箇所第12番、新西国三十三ヶ所第30番札所。推古天皇の時代に恵灌を開基者として滋岡寺の寺号で創建、1601年に台肪明党により現在の山号と寺号に改められた
- つなぎ岩 - 高さ15m、幅5mの巨岩であるが、岩底の一部だけが地表に接触する。弘法大師がこの岩の上で修行したと伝わる。
- 笠岩

## 所在地
- 〒679-2280 兵庫県神崎郡福崎町南田原3116-1

## 交通アクセス
- JR播但線 福崎駅 徒歩1時間30分で雄滝